# Peter Jessen
Peter Jessen, född 11 juli 1858 i Altona, död 15 maj 1926 i Berlin, var en tysk konsthistoriker.
Peter Jessen författade Das Ornament des Rococo und seine Vorstufen (1894), Der Ornamentstich (1920) samt Japan, Korea, China. Reisestudien eines Kunstfreundes (1921).